# Michal Mertiňák
Michal Mertiňák (Považská Bystrica, 11 oktober 1979) is een Slowaakse tennisser.
Hij is in 1999 professioneel tennisser geworden. Mertinák is voornamelijk actief in het herendubbeltennis.

## Palmares
| Legenda                       | Legenda               |
| ----------------------------- | --------------------- |
| Grand Slam                    |                       |
| Olympische Spelen             |                       |
| tot 2009                      | vanaf 2009            |
| Tennis Masters Cup            | ATP Finals            |
| ATP Masters Series            | ATP Tour Masters 1000 |
| ATP International Series Gold | ATP Tour 500          |
| ATP International Series      | ATP Tour 250          |

### Dubbelspel
| Nr.                          | Datum             | Toernooi         | Ondergrond    | Partner           | Tegenstander in finale                 | Score                | Details |
| ---------------------------- | ----------------- | ---------------- | ------------- | ----------------- | -------------------------------------- | -------------------- | ------- |
| Gewonnen finales herendubbel |                   |                  |               |                   |                                        |                      |         |
| 1.                           | 8 januari 2006    | ATP Chennai      | Hardcourt     | Petr Pála         | Prakash Amritraj Rohan Bopanna         | 6-2, 7-5             | Details |
| 2.                           | 6 februari 2006   | ATP Zagreb       | Tapijt (i)    | Jaroslav Levinský | Davide Sanguinetti Andreas Seppi       | 7-6 (7), 6-1         | Details |
| 3.                           | 29 juli 2007      | ATP Umag         | Gravel        | Lukáš Dlouhý      | Jaroslav Levinský David Škoch          | 6–1, 6–1             | Details |
| 4.                           | 16 september 2007 | ATP Boekarest    | Gravel        | Oliver Marach     | Martín García Sebastián Prieto         | 7–6(2), 7–6(8)       | Details |
| 5.                           | 2 maart 2008      | ATP Acapulco     | Gravel        | Oliver Marach     | Agustín Calleri Luis Horna             | 6–2, 6–7(3), [10–7]  | Details |
| 6.                           | 20 juli 2008      | ATP Umag         | Gravel        | Petr Pála         | Carlos Berlocq Fabio Fognini           | 2–6, 6–3, [10–5]     | Details |
| 7.                           | 28 februari 2009  | ATP Acapulco     | Gravel        | František Čermák  | Łukasz Kubot Oliver Marach             | 4–6, 6–4, [10–7]     | Details |
| 8.                           | 19 juli 2009      | ATP Stuttgart    | Gravel        | František Čermák  | Victor Hănescu Horia Tecău             | 7–5, 6–4             | Details |
| 9.                           | 2 augustus 2009   | ATP Umag         | Gravel        | František Čermák  | Johan Brunström Jean-Julien Rojer      | 6–4, 6–4             | Details |
| 10.                          | 27 september 2009 | ATP Boekarest    | Gravel        | František Čermák  | Johan Brunström Jean-Julien Rojer      | 6–2, 6–4             | Details |
| 11.                          | 8 november 2009   | ATP Valencia     | Gravel        | František Čermák  | Marcel Granollers Tommy Robredo        | 6–4, 6–3             | Details |
| 12.                          | 3 oktober 2010    | ATP Kuala Lumpur | Gravel        | František Čermák  | Mariusz Fyrstenberg Marcin Matkowski   | 7–6(3), 7–6(5)       | Details |
| Verloren finales herendubbel |                   |                  |               |                   |                                        |                      |         |
| 1.                           | 31 juli 2005      | ATP Umag         | Gravel        | David Škoch       | Jiří Novák Petr Pála                   | 3-6, 3-6             | Details |
| 2.                           | 8 februari 2009   | ATP Viña del Mar | Gravel        | František Čermák  | Pablo Cuevas Brian Dabul               | 3-6, 3-6             | Details |
| 3.                           | 25 oktober 2009   | ATP Moskou       | Hardcourt (i) | František Čermák  | Pablo Cuevas Marcel Granollers         | 4-6, 4-6             | Details |
| 4.                           | 26 juli 2010      | ATP Doha         | Hardcourt     | František Čermák  | Guillermo García López Albert Montañés | 4-6, 5-7             | Details |
| 5.                           | 1 augustus 2010   | ATP Umag         | Gravel        | František Čermák  | Leoš Friedl Filip Polášek              | 3-6, 6-7(7)          | Details |
| 6.                           | 19 februari 2012  | ATP São Paulo    | Gravel (i)    | André Sá          | Eric Butorac Bruno Soares              | 6-3, 4-6, [8-10]     | Details |
| 7.                           | 26 februari 2012  | ATP Buenos Aires | Gravel        | André Sá          | David Marrero Fernando Verdasco        | 4–6, 4–6             | Details |
| 8.                           | 4 maart 2012      | ATP Delray Beach | Hardcourt     | André Sá          | Colin Fleming Ross Hutchins            | 6–2, 6–7(5), [13–15] | Details |
| 9.                           | 15 juli 2012      | ATP Stuttgart    | Gravel        | André Sá          | Jérémy Chardy Łukasz Kubot             | 1-6, 3-6             | Details |

## Prestatietabel
| Legenda | Legenda                          |
| ------- | -------------------------------- |
| g.t.    | geen toernooi gehouden           |
| l.c.    | lagere categorie                 |
| –       | niet deelgenomen                 |
| G       | uitgeschakeld in de groepsfase   |
| 1R      | uitgeschakeld in de eerste ronde |
| 2R      | uitgeschakeld in de tweede ronde |
| 3R      | uitgeschakeld in de derde ronde  |
| 4R      | uitgeschakeld in de vierde ronde |
| KF      | uitgeschakeld in de kwartfinale  |
| HF      | uitgeschakeld in de halve finale |
| F       | de finale verloren               |
| W       | het toernooi gewonnen            |
| w-v     | winst/verlies-balans             |

### Prestatietabel grand slam, enkelspel
| Toernooi        | 2003 |
| --------------- | ---- |
| Australian Open | –    |
| Roland Garros   | –    |
| Wimbledon       | 1R   |
| US Open         | –    |

### Prestatietabel grand slam, dubbelspel
| Toernooi        | 2005 | 2006 | 2007 | 2008 | 2009 | 2010 | 2011 | 2012 | 2013 |
| --------------- | ---- | ---- | ---- | ---- | ---- | ---- | ---- | ---- | ---- |
| Australian Open | –    | 2R   | 2R   | 1R   | 2R   | 1R   | 2R   | 2R   | 1R   |
| Roland Garros   | –    | 3R   | 2R   | 3R   | 2R   | 3R   | 1R   | 1R   |      |
| Wimbledon       | KF   | 2R   | 1R   | 1R   | 2R   | 2R   | –    | 1R   |      |
| US Open         | 2R   | 1R   | 2R   | 3R   | 2R   | 1R   | –    | 3R   |      |